# Zesticelus profundorum
Zesticelus profundorum és una espècie de peix pertanyent a la família dels còtids.

## Descripció
- Fa 6,4 cm de llargària màxima.[6][7]

## Hàbitat
És un peix marí i batidemersal que viu entre 88 i 2.580 m de fondària.

## Distribució geogràfica
Es troba al Pacífic nord: des del mar de Bering fins al nord de la Baixa Califòrnia (Mèxic).

## Observacions
És inofensiu per als humans.